# Daphne giraldii
Daphne giraldii är en tibastväxtart som beskrevs av Nitsche. Daphne giraldii ingår i släktet tibaster, och familjen tibastväxter. Inga underarter finns listade i Catalogue of Life.

## Bildgalleri

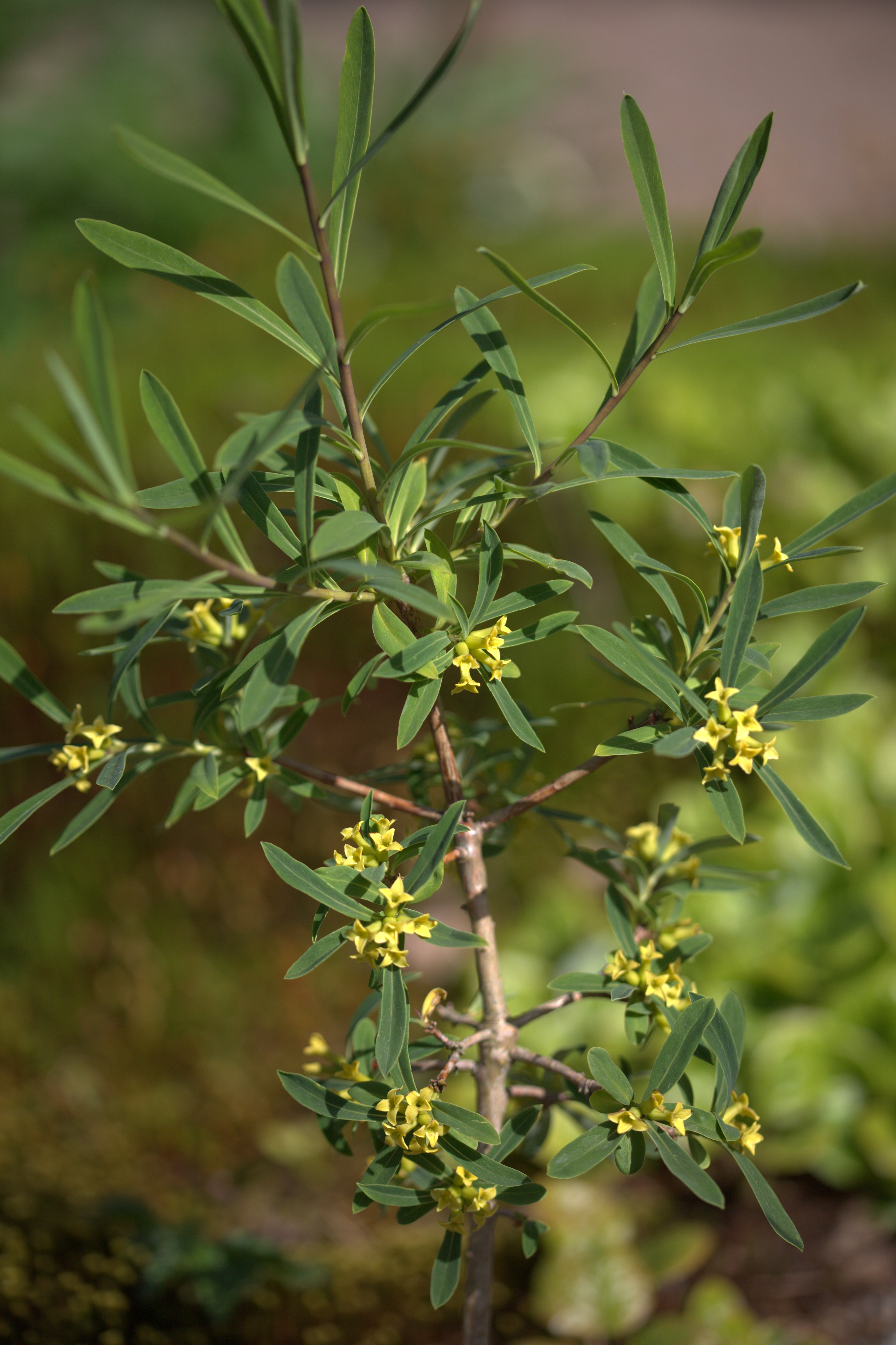
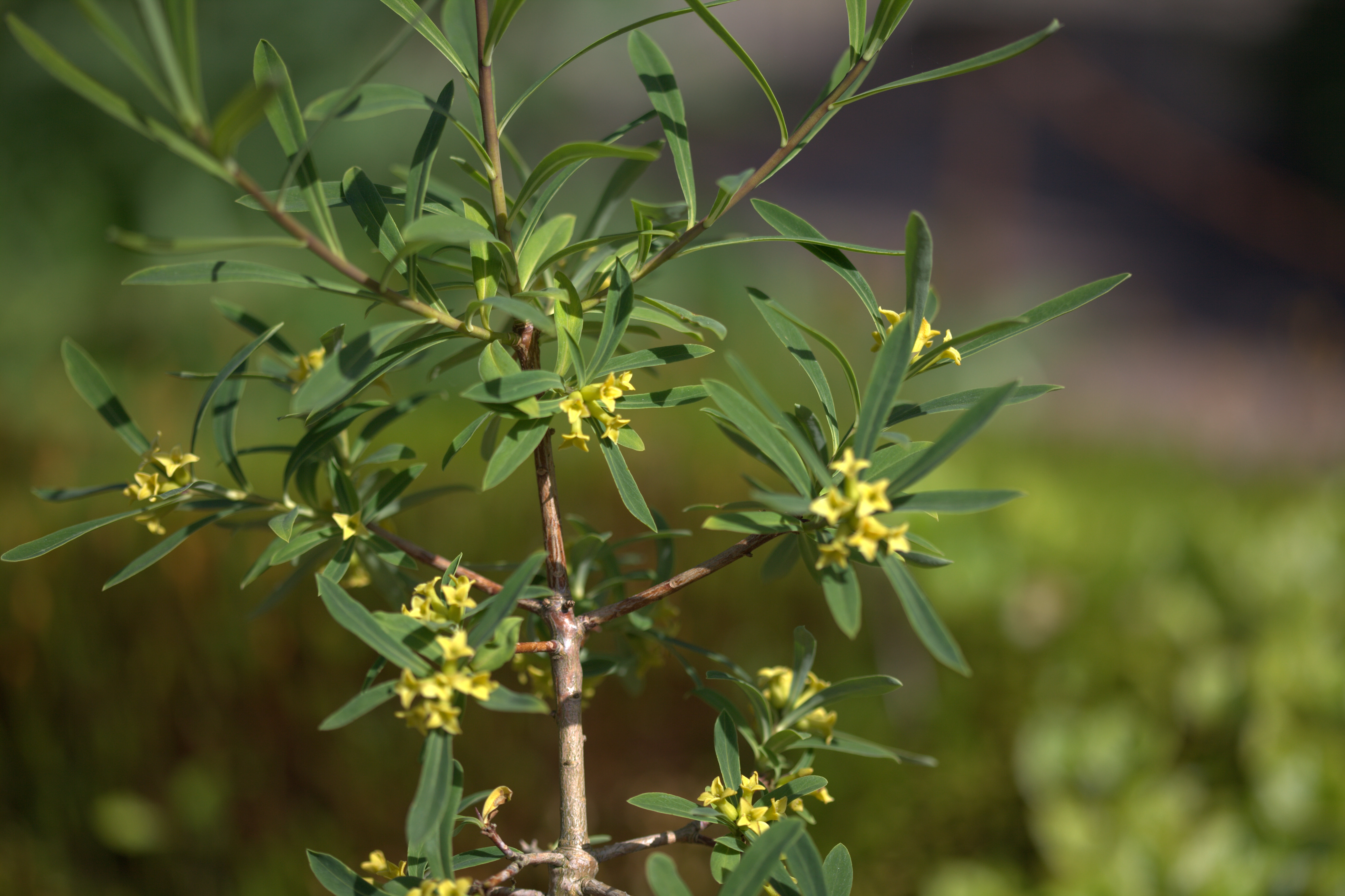
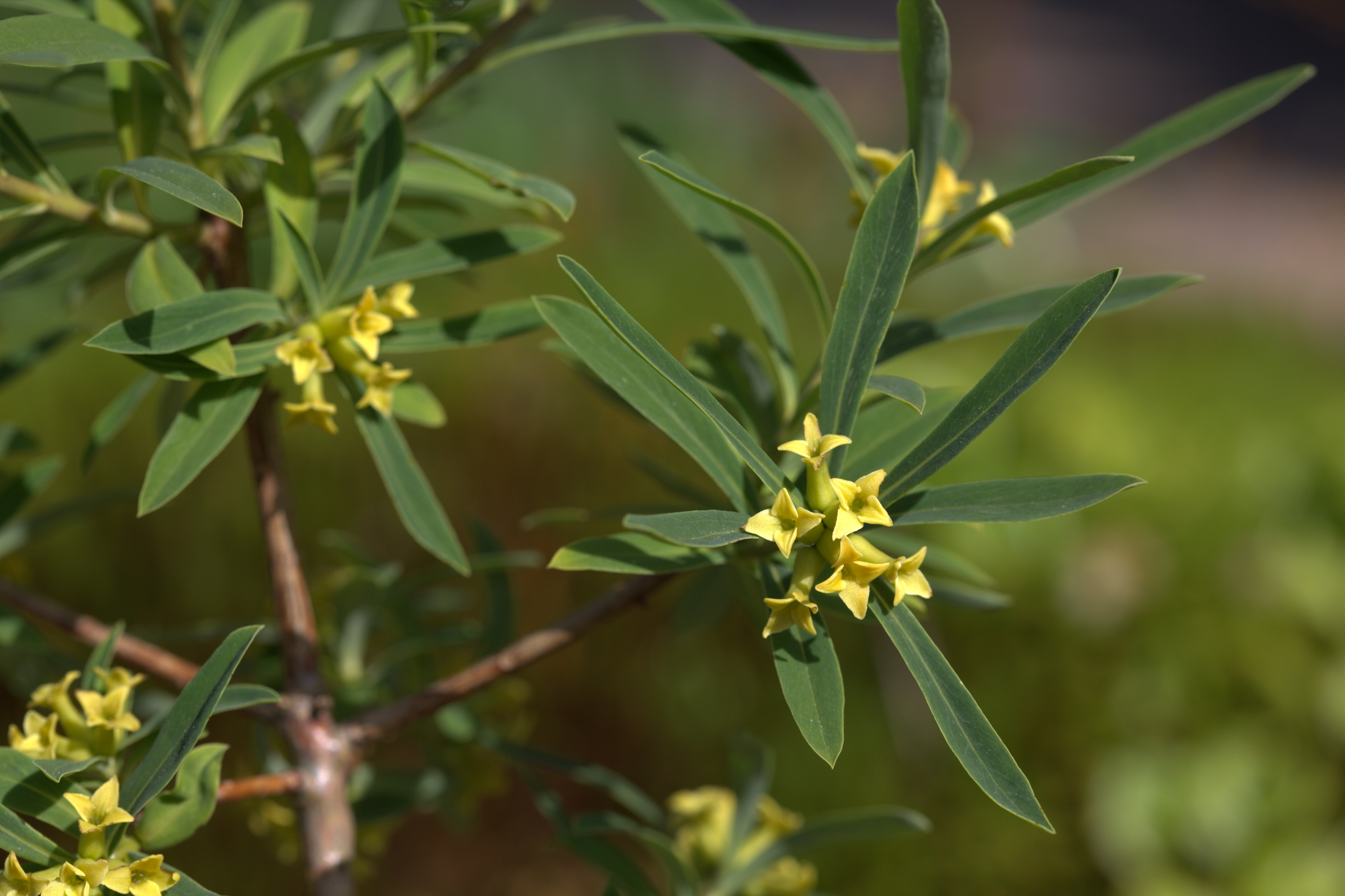
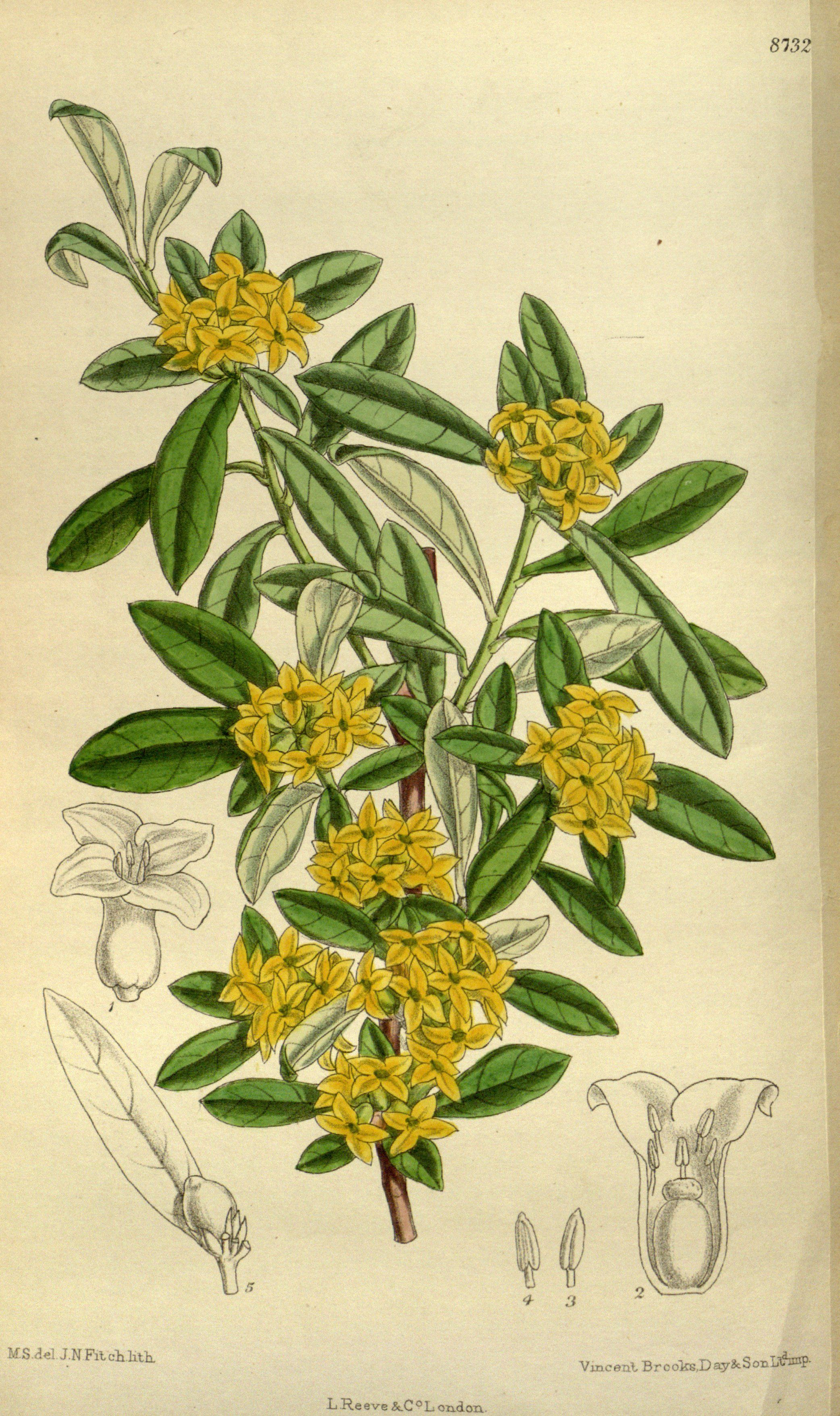
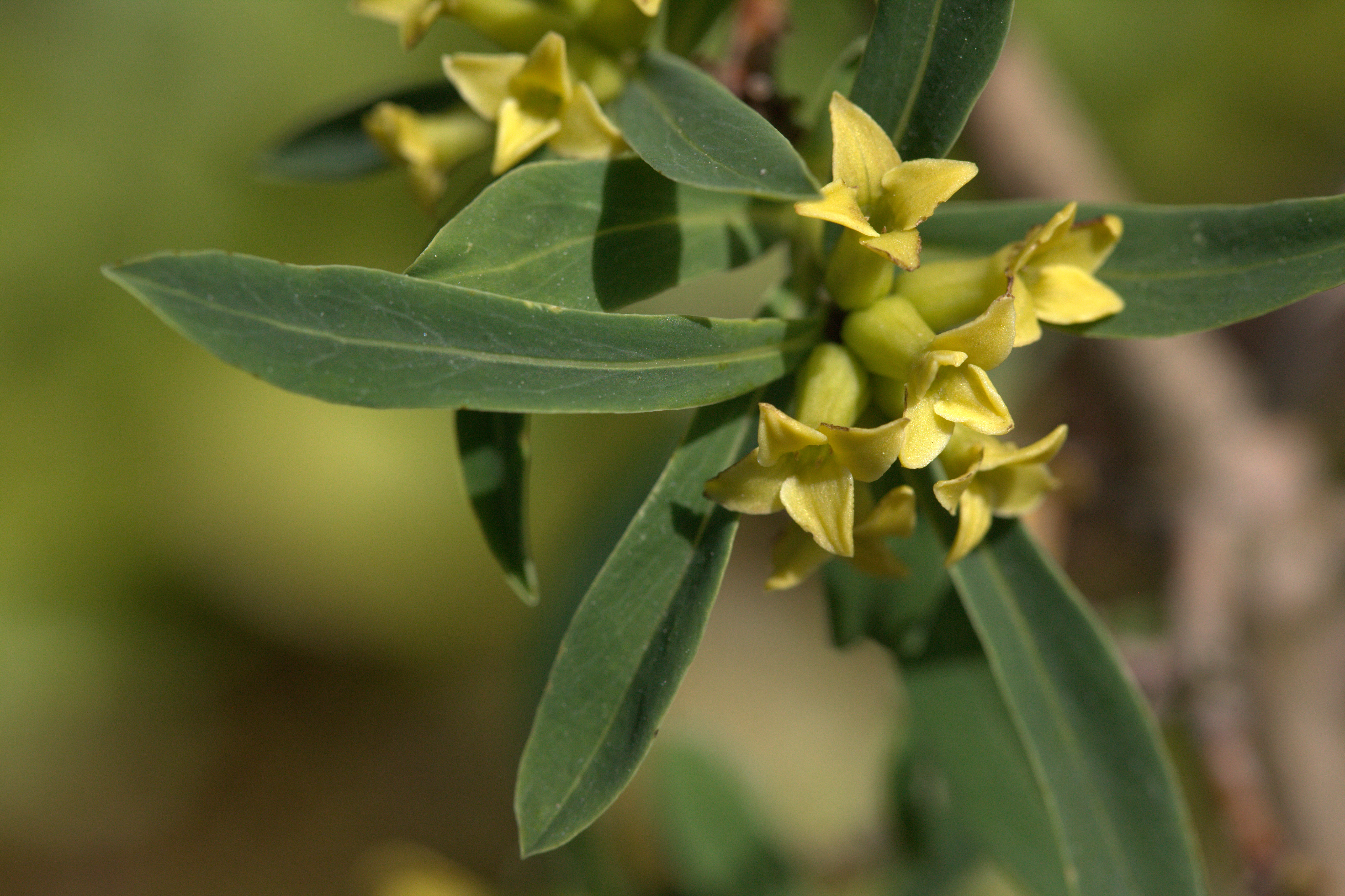